# Hautot-l'Auvray
Hautot-l'Auvray est une commune française située dans le département de la Seine-Maritime, en région Normandie.

## Géographie

### Localisation
| Drosay                  | Sainte-Colombe  | Anglesqueville-la-Bras-Long |
|                         | Hautot-l'Auvray |                             |
| Saint-Vaast-Dieppedalle | Doudeville      | Fultot                      |

Le village d'Hautot-l'Auvray se trouve sur le plateau du pays de Caux et à 13 kilomètres de la Côte d'Albâtre. Le pays de Caux est un plateau de craie à la surface ondulée et découpée par des valleuses plus ou moins échancrées. Le limon fertile recouvre une grande partie de ce plateau, mais il subit l'érosion éolienne. Les paysages sont d'aspect tabulaire et marqués par l'openfield (champs ouverts) nécessité par la mécanisation agricole. La spécificité du pays de Caux est le clos-masure (ou cour-masure) qui est un espace entouré de haies vives servant de rideau brise-vent. Les arbres sont plantés sur un talus et sont en général des hêtres ou des chênes ou, de nos jours, le peuplier utilisé pour sa rapide croissance. Abritée par cette haie qui crée un micro-climat, une cour complantée de pommiers permet la production du cidre et la protection du jeune bétail. On trouve aussi les bâtiments d'exploitation et d'habitation (ferme). L'évolution des modes de vie conduit à un arrachage ou un manque d'entretien des haies, ce qui accélère l'érosion des sols. Ayant un rôle de brise-vent, les talus plantés également freinent en effet l'écoulement des eaux de pluie. Avec la croissance démographique du XVIIIe siècle, les cours-masures ont fini par former des hameaux, eux-mêmes entourés de haies. Le paysage du pays de Caux ne doit pas être confondu avec le bocage de Basse-Normandie.
Le littoral est constitué de falaises de craie plus ou moins hautes. Les plus célèbres sont celles d'Étretat. Leur couleur blanche explique la désignation « Côte d'Albâtre » pour cette partie de la Normandie. Cette falaise recule plus ou moins rapidement en fonction de l'érosion marine. Les plages sont tapissées de galets, détachés de la falaise et polis par la mer. Ces galets ont néanmoins tendance à migrer et le sable peut affleurer à certains endroits.
Le climat du pays de Caux est océanique : les hivers y sont relativement doux et les étés relativement frais. Les vents dominants viennent de l'ouest ou du sud-ouest. Les tempêtes d'automne ne sont pas rares.
En plus du bourg, il y a trois hameaux : les Heunières, les Autels et le Nouveau Monde (autrefois les Bruyères).

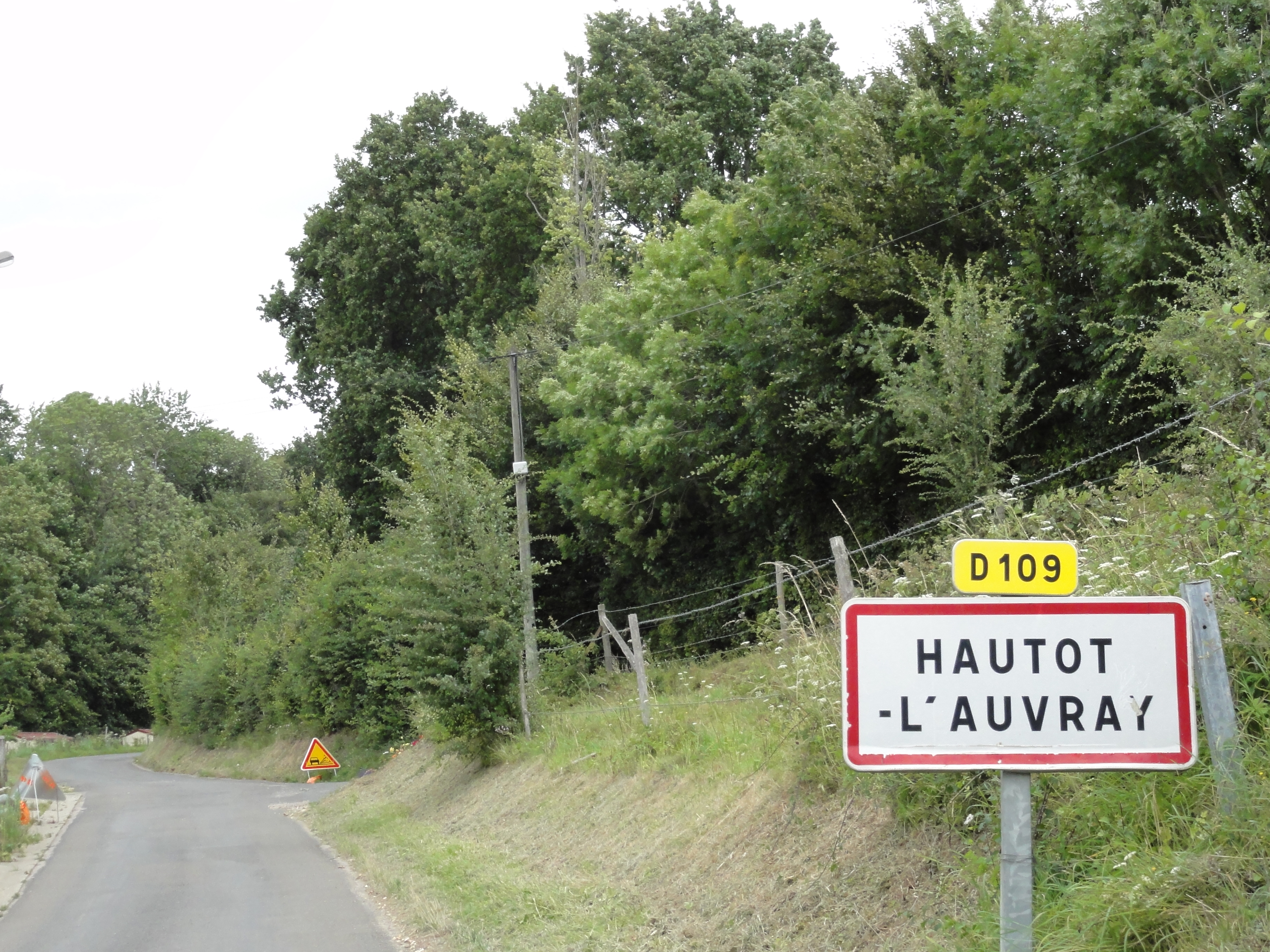
Entrée du bourg d'Hautot-l'Auvray.
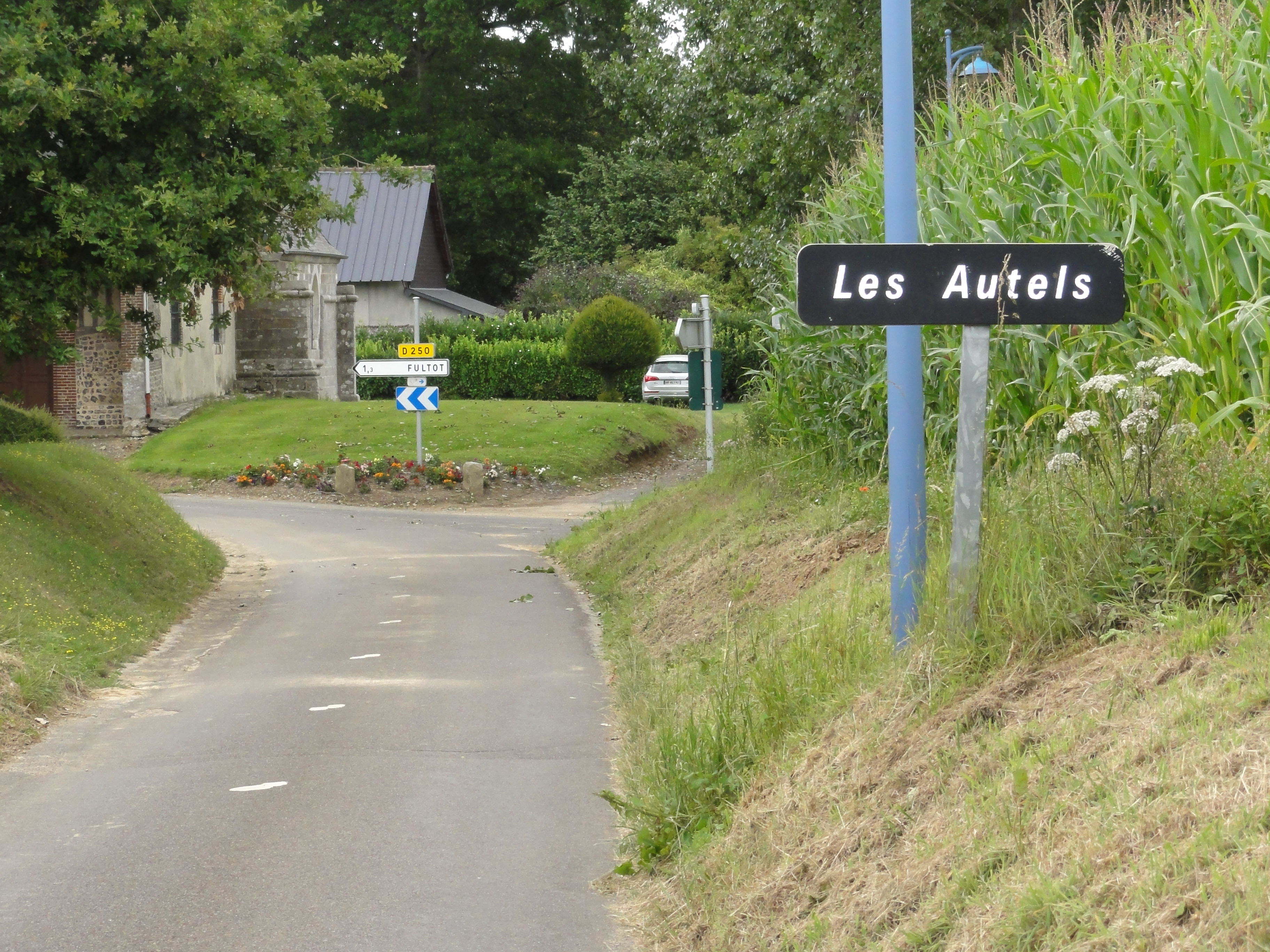
Entrée des Autels.

### Hydrographie
La commune est située dans le bassin Seine-Normandie. Elle n'est drainée par aucun cours d'eau,. Néanmoins un plan d'eau est présent sur le territoire communal : la mare aux Moutons (0,03 ha),.

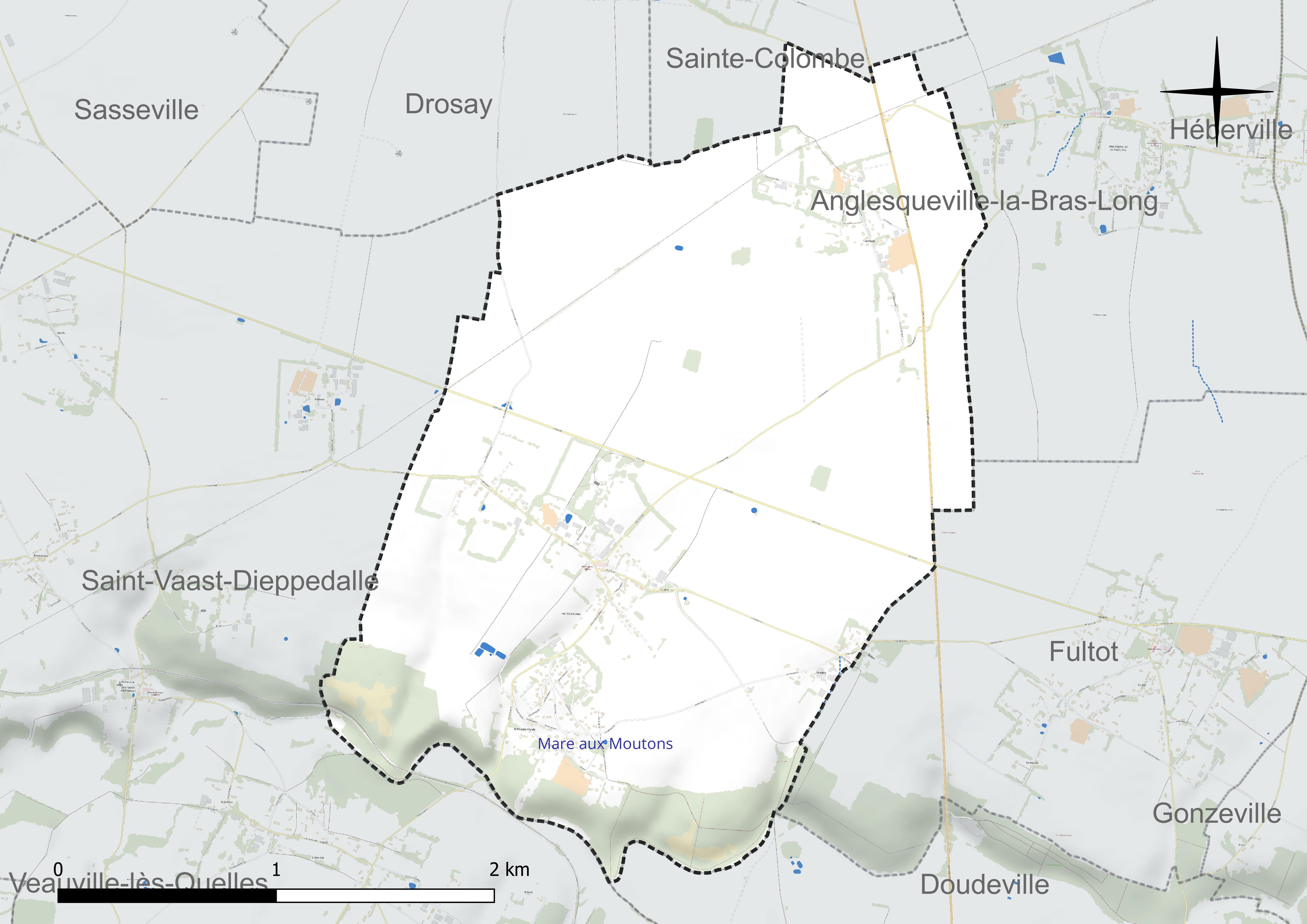
Réseau hydrographique d'Hautot-l'Auvray.

### Climat
Pour des articles plus généraux, voir Climat de la Normandie et Climat de la Seine-Maritime.
En 2010, le climat de la commune est de type climat océanique franc, selon une étude du CNRS s'appuyant sur une série de données couvrant la période 1971-2000. En 2020, Météo-France publie une typologie des climats de la France métropolitaine dans laquelle la commune est exposée à un climat océanique et est dans la région climatique Côtes de la Manche orientale, caractérisée par un faible ensoleillement (1 550 h/an) ; forte humidité de l’air (plus de 20 h/jour avec humidité relative > 80 % en hiver), vents forts fréquents. Parallèlement le GIEC normand, un groupe régional d’experts sur le climat, différencie quant à lui, dans une étude de 2020, trois grands types de climats pour la région Normandie, nuancés à une échelle plus fine par les facteurs géographiques locaux. La commune est, selon ce zonage, exposée à un « climat maritime », correspondant au Pays de Caux, frais, humide et pluvieux, légèrement plus frais que dans le Cotentin.
Pour la période 1971-2000, la température annuelle moyenne est de 10,3 °C, avec une amplitude thermique annuelle de 13,5 °C. Le cumul annuel moyen de précipitations est de 937 mm, avec 13,5 jours de précipitations en janvier et 8,6 jours en juillet. Pour la période 1991-2020, la température moyenne annuelle observée sur la station météorologique la plus proche, située sur la commune d'Ectot-lès-Baons à 14 km à vol d'oiseau, est de 10,8 °C et le cumul annuel moyen de précipitations est de 905,5 mm,. Pour l'avenir, les paramètres climatiques de la commune estimés pour 2050 selon différents scénarios d’émission de gaz à effet de serre sont consultables sur un site dédié publié par Météo-France en novembre 2022.

## Urbanisme

### Typologie
Au 1er janvier 2024, Hautot-l'Auvray est catégorisée commune rurale à habitat dispersé, selon la nouvelle grille communale de densité à sept niveaux définie par l'Insee en 2022.
Elle est située hors unité urbaine et hors attraction des villes,.

### Occupation des sols
L'occupation des sols de la commune, telle qu'elle ressort de la base de données européenne d’occupation biophysique des sols Corine Land Cover (CLC), est marquée par l'importance des territoires agricoles (91,4 % en 2018), une proportion identique à celle de 1990 (91,4 %). La répartition détaillée en 2018 est la suivante : 
terres arables (72,4 %), zones agricoles hétérogènes (12,3 %), forêts (8,6 %), prairies (6,7 %). L'évolution de l’occupation des sols de la commune et de ses infrastructures peut être observée sur les différentes représentations cartographiques du territoire : la carte de Cassini (XVIIIe siècle), la carte d'état-major (1820-1866) et les cartes ou photos aériennes de l'IGN pour la période actuelle (1950 à aujourd'hui).

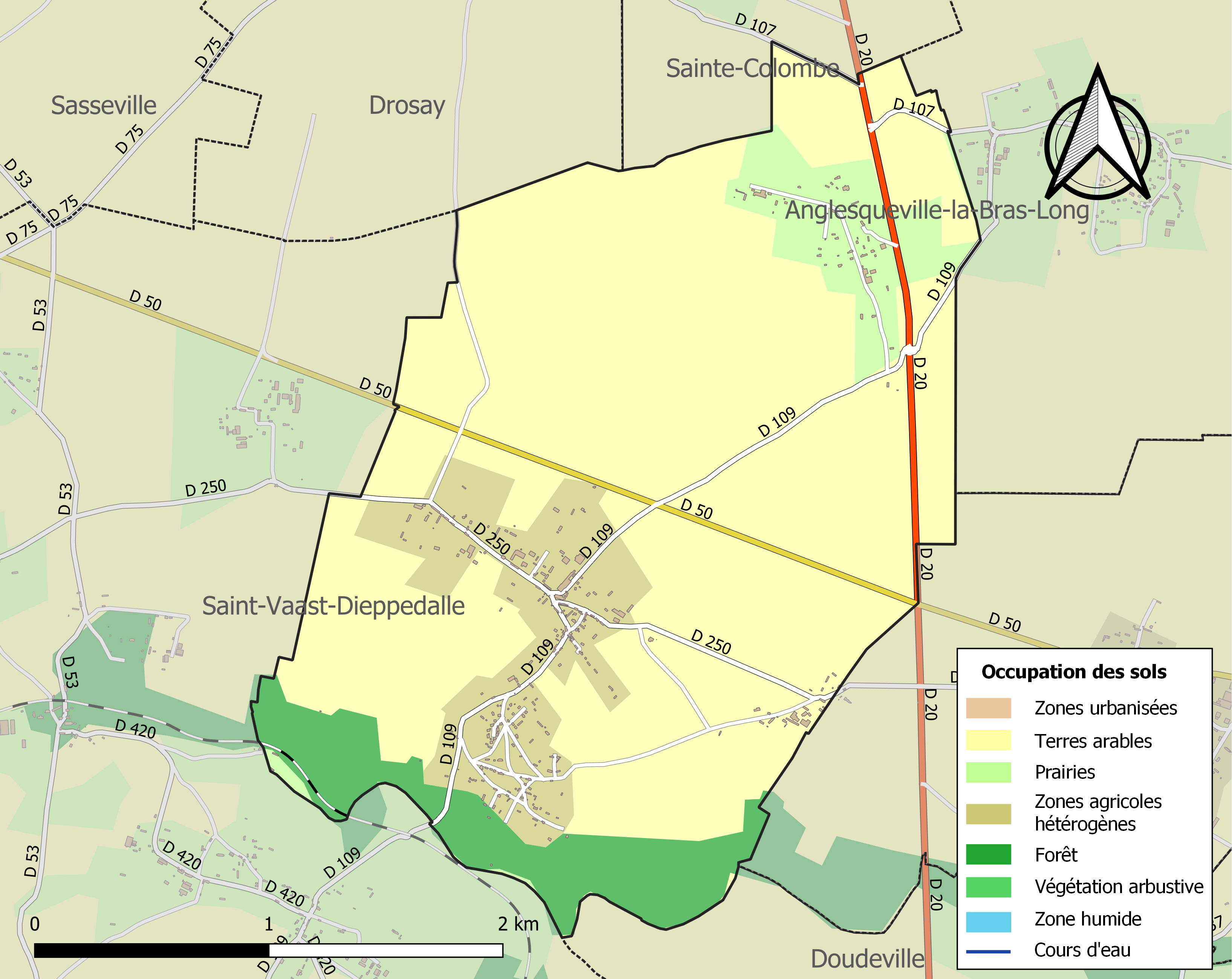
Carte des infrastructures et de l'occupation des sols de la commune en 2018 (CLC).

## Toponymie
La première mention connue, sous la forme hotot date de 1060 dans le cartulaire de Jumièges (C. folio 12 v°) et, en 1218, on trouve celle de l'Auvéré.
C'est une des cinq communes de Seine-Maritime portant ce nom, mais il existe aussi des hameaux et des lieux-dits le portant. De même, dans le Calvados, Hotot-en-Auge, Hottot-les-Bagues, etc. Tous contiennent tot issu de l'élément norrois bien connu  toft signifiant « domaine rural, village » et l'élément vieil-anglais hoh  « pente, hauteur, élévation » datant de la même époque, attesté également dans certains toponymes en -hou, la signification serait « domaine sur une pente »
Il correspond au toponyme anglais Huttoft du Lincolnshire. Quant au qualificatif -l'Auvray, il dérive du nom du seigneur local Alvred(us) d'origine anglo-saxonne devenu le nom de famille Auvray, toujours porté en Normandie, même nom qu'Alfred.

## Histoire
La paroisse de Hautot-l'Auvray avant la Révolution, était du doyenné de Canville-les-Deux-Eglises, de l’archidiaconé du Petit Caux, du Parlement, de la Chambre des Comptes  et de la Cour des Actes de Rouen, du Bailliage de Caux, de la vicomté de Cany, de la généralité de Rouen et de l’élection de Caudebec.
Le patron d’Hautot-l’Auvray est saint Martin, évêque de Tours.
Dès le XIIe siècle, c’était l’abbaye de Jumièges qui présentait à la cure. Dans une bulle de l’an 1147, le pape Eugène III confirme à l’abbaye de Jumièges la possession de l’église de Hautot.
Voici ce que nous trouvons dans le pouillé d’Eudes Rigaud :
« Ecclesia hotot Alverici. Abbas Gemmeticensis patronus. Valet viginti quinque librae. Parochiani nonaginti Stephanus presbiter, Presentatus a dominus abbate, receptus ab Archiepiscopo Theobaldus (Thibaud d’Amiens)”.
L’abbé de Jumièges déclare dans un aveu que son monastère a le droit de présenter à la cure à cause d’un fief situé dans l’étendue de la paroisse. L’abbaye céda dans la suite aux célestins de Rouen le patronage, les dîmes, les oblations et les autres revenus qu’elle avait à Hautot-l’Auvray à condition d’une rente de trente sous par an et à condition aussi que les célestins seraient tenus à fournir la pension canonique du vicaire perpétuel. Le contrat fut confirmé par l’archevêque de Rouen le 27 janvier 1525.
Dans le pouillé des bénéfices du diocèse de Rouen imprimé en 1738, la cure de Hautot à la présentation des célestins de Rouen valait huit cents livres et la paroisse avait cent feux.
À part l'agrandissement de la chapelle des Autels en 1648, on sait peu de choses sur l'histoire d'Hautot.
À la Révolution, les Lestandart, seigneurs d'Hautot, émigrent, le curé Brasdefer jure fidélité à la Constitution civile du Clergé et devient le premier officier d'état civil. La chapelle des Autels est vendue comme bien national. En avril 1793, il y a une certaine émotion, on bat le tambour et un bourrelier est arrêté sans que l'on en connaisse la raison ni son devenir.
La population après avoir dépassé le millier d'habitants est descendue régulièrement et des hameaux ont disparu : le Petit Bout incorporé au Nouveau Monde, la Valette et le Frébois partagé avec Saint-Vaast-Dieppedalle.

### Les seigneurs d'Hautot l'Auvray
Selon les abbés Bunel et Tougard, en 1095, le seigneur d'Hautot aurait participé à la première croisade sans que l'on ait plus de renseignement à ce sujet. Le nom même du village Hotot Alveridi ou Hotot d'Alveredus ( Alfred) donne le nom d'un des premiers  propriétaires de cette terre. Mais nous ne savons pas à quelle source ont été puisés ces renseignements.
En 1171, Richard de Canville "fait don de la tierce partie des dîmes de Hautot-l'Auvray dont ses auteurs (parents) avaient déjà donné les deux parts. Les archives de l'abbaye de Jumièges parlent de cette terre d'aumône comme « seigneurie d'Hautot l'Auvray ».
Bien que l'on trouve ponctuellement un Jacques de Civille (mort en 1637) comme seigneur, entre autres, d'Hautot l'Auvray, du XVe siècle au XVIe, c'est la famille Pevrel qui est donnée comme tenant la terre d'Hautot. Elle dépend de la « sergenterie de Cany, chatellenye de Canyel ». L'aventure commence avec l'arrivée pendant la guerre de Cent Ans de
Jean I Pewrell qui s'installe en Normandie. Ses deux fils combattent dans les camps adverses : Guillaume pour le roi de France Charles VII. Sa descendance, s'il en a eu une, n'est pas connue. Il est tué au siège d'Harfleur.
et Jean II pour le roi Henri V. Il en est récompensé en 1448 par le fief de Varengeville. Il épouse Thomasse de Tournebu qui lui donne deux fils :
Jean III et Guillaume, ils sont coseigneurs d'Hautot l'Auvray, de Bémécourt, Varengeville par leur père et du fait de la succession de  Jean de Tournebu leur grand-père. C'est la première mention d'Hautot pour les Pevrel. Le fils de Jean III :
Robert de Pevrel, tué au siège de Gerberoy, est écuyer, seigneur d'Offranville, Chandolan, et Bémécourt. Il épouse en 1456 (ou 1451) Raouline de Caux, dame de Montérolier, Hautot l'Auvray, Mesnil-Durdent et Saint Denis de Vassonville. De leur union :
Guillaume, chevalier, sire de Montérolier et de Bémécourt « avoue » en 1503 le fief de Grouchy, le fief de Mesnil(-Durdent) et 2/8 de fief à Hautot-l'Auvray.
La suite varie selon les textes mais on retrouve les 2/8 de fief d'Hautot. Il apparaît un Anne de Pevrel qui est soit le petit-fils de Guillaume, soit son frère. Quoi qu'il en soit, cet Anne de Pevrel épouse en 1547 Catherine-Charlotte de Fumechon. De cette union :
René puis leur petit-fils Louis dont la fille Françoise épouse en 1661
François Arnois ou Harnois, "capitaine général pour le Roy en sa côte du pays de Caux. Il est sieur de Blangues et d'Hautot.
François d'Arnois, leur fils, a une fille Marie qui épouse en 1722
François Alexandre de Banastre de Parfondeval né en 1695. Leur fille Marie Françoise de Banastre épouse en 1747
Charles Antoine de Lestandart (1716-1797).
Louis de Lestandart, leur fils, chevalier de l'Ordre de Saint-Louis, est nommé maire d'Hautot à la Restauration. En 1823, il est remplacé car il a vendu ses biens à « fonds perdus » et a quitté la commune.

### Conclusion
Il reste, bien sûr, beaucoup de points obscurs : d'où vient cette partition en 2/8 ? De la donation en « terre d'aumône » de 1171 ou d'une succession en l'absence d'héritier mâle ? De même, cette arrivée d'un Civille laisse penser qu'il y avait un autre fief à Hautot mais le registre de 1503 n'en parle pas.

### Blasonnement des familles rencontrées
Pevrel : D'or fretté de gueules, chargé en cœur d'un écu d'or chargé d'un lion issant de gueules.
Arnois : de gueules, au chevron d'argent, accompagné en pointe d'un heaume ou casque taré de front, fermé d'une grille du même.
Banastre : de gueules à la bande d'argent accompagnée de deux molettes du même.
L'Estandart : d'argent au lion de sable, armé et lampassé de gueules, chargé sur l'épaule d'un écusson du premier à trois fasces du troisième.

Blason des Pevrel.
Blason des Arnois.
Blason des Banastre.
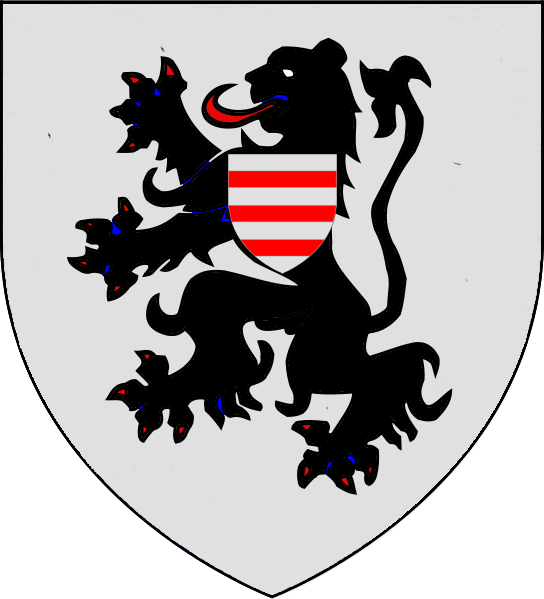
Blason des Lestendart.

## Politique et administration
| Période                                  | Période                    | Identité          | Étiquette | Qualité |
| ---------------------------------------- | -------------------------- | ----------------- | --------- | ------- |
| 1860                                     |                            | Delalande         |           |         |
| Les données manquantes sont à compléter. |                            |                   |           |         |
| 1918                                     |                            | Henri Leborgne    |           |         |
| Les données manquantes sont à compléter. |                            |                   |           |         |
| 1932                                     | 1971                       | Joseph Gabriel    |           |         |
| 1971                                     | mars 2001                  | Jean-Pierre Petit |           |         |
| mars 2001                                | mars 2008                  | Guillaume Petit   |           |         |
| mars 2008                                | juillet 2020               | Maurice Beaufils  |           |         |
| juillet 2020                             | En cours (au 10 août 2020) | Didier Peulvey    |           |         |

## Démographie
L'évolution du nombre d'habitants est connue à travers les recensements de la population effectués dans la commune depuis 1793. Pour les communes de moins de 10 000 habitants, une enquête de recensement portant sur toute la population est réalisée tous les cinq ans, les populations de référence des années intermédiaires étant quant à elles estimées par interpolation ou extrapolation. Pour la commune, le premier recensement exhaustif entrant dans le cadre du nouveau dispositif a été réalisé en 2008.

En 2022, la commune comptait 308 habitants, en évolution de −9,41 % par rapport à 2016 (Seine-Maritime : +0,35 %, France hors Mayotte : +2,11 %).
| 1793 | 1800 | 1806 | 1831 | 1836 | 1841 | 1846 | 1851  | 1856  |
| ---- | ---- | ---- | ---- | ---- | ---- | ---- | ----- | ----- |
| 786  | 715  | 730  | 926  | 942  | 930  | 980  | 1 040 | 1 049 |

| 1861  | 1866 | 1872 | 1876 | 1881 | 1886 | 1891 | 1896 | 1901 |
| ----- | ---- | ---- | ---- | ---- | ---- | ---- | ---- | ---- |
| 1 031 | 947  | 943  | 869  | 763  | 770  | 715  | 651  | 639  |

| 1906 | 1911 | 1921 | 1926 | 1931 | 1936 | 1946 | 1954 | 1962 |
| ---- | ---- | ---- | ---- | ---- | ---- | ---- | ---- | ---- |
| 625  | 638  | 503  | 395  | 394  | 373  | 420  | 392  | 344  |

| 1968 | 1975 | 1982 | 1990 | 1999 | 2006 | 2008 | 2013 | 2018 |
| ---- | ---- | ---- | ---- | ---- | ---- | ---- | ---- | ---- |
| 319  | 292  | 308  | 309  | 339  | 326  | 323  | 357  | 319  |

| 2022 | - | - | - | - | - | - | - | - |
| ---- | - | - | - | - | - | - | - | - |
| 308  | - | - | - | - | - | - | - | - |

## Culture locale et patrimoine

### Lieux et monuments

#### L'église Saint-Martin
Les parties les plus anciennes, du XIIIe siècle, sont le  chœur et le clocher. Ce dernier, entièrement en calcaire local se situe à la croisée du transept qui devait déjà exister. Le chaînage du chœur et le fenestrage sont aussi en calcaire mais le remplissage est en silex.
Au XVIIe siècle, l'abbé Jacques Symon, un riche curé, fait refaire la nef et installe une contre-table de style Louis XIII, la plus belle de l'arrondissement d'Yvetot selon l'abbé Cochet. On lui doit aussi les fonts baptismaux en grès.
Derrière le chevet plat se trouve une sacristie en « brique de Saint-Jean » qui semble être du XVIIIe siècle.
En 1869, il est décidé d'agrandir l'église mais la guerre de 1870 et l'occupation prussienne retardent le projet. En 1874, une nouvelle nef, deux bas-côtés et les deux bras d'un transept en grès et briques jaunes se greffent sur la base du clocher préservé grâce à l'intervention de l'abbé Cochet.
Le cardinal Henri de Bonnechose, archevêque de Rouen, dédicace la nouvelle construction qui ne sera réellement terminée qu'en 1890 par celle d'une nouvelle sacristie.

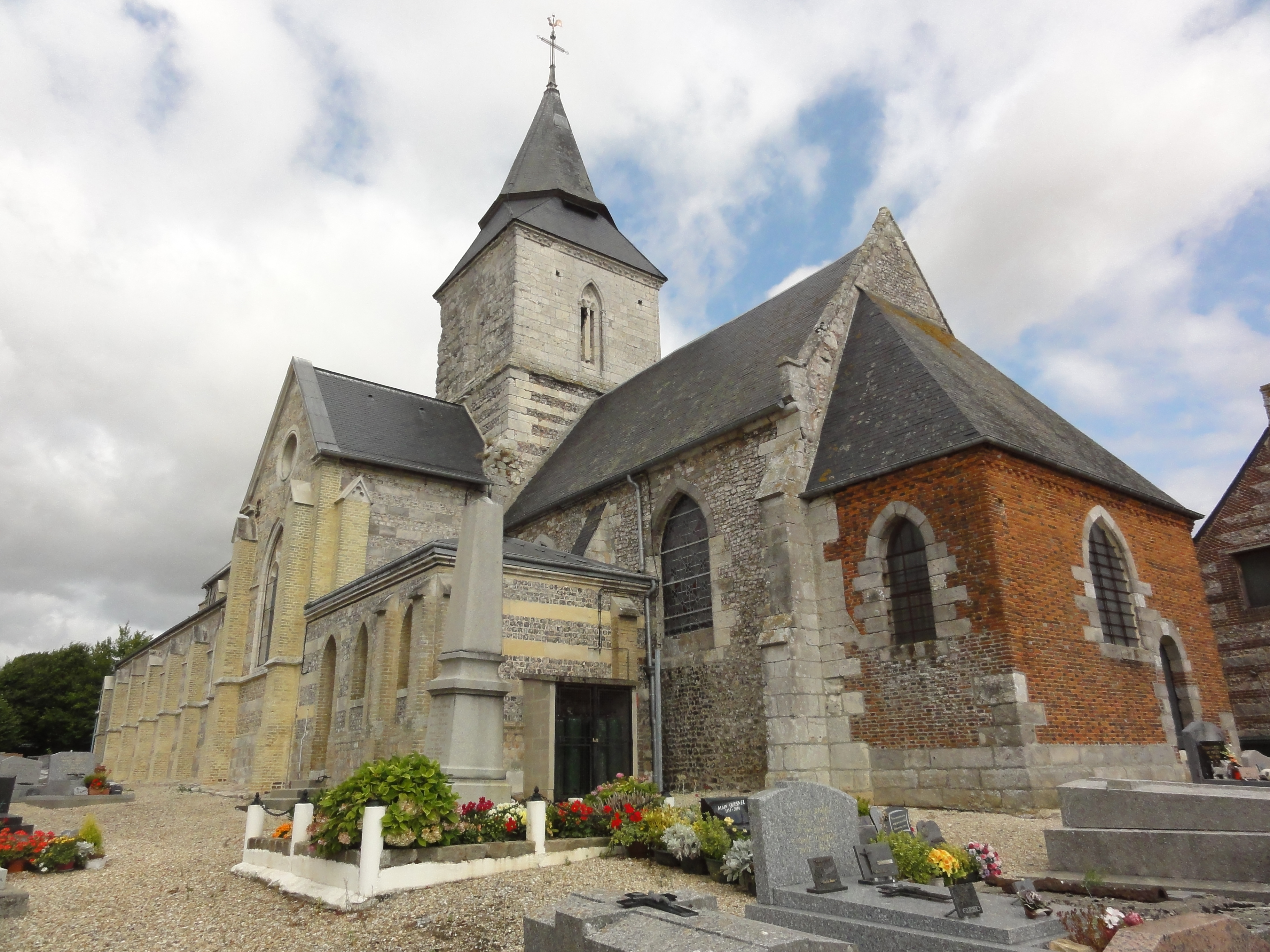
Église Saint-Martin, tour, chevet et sacristie.
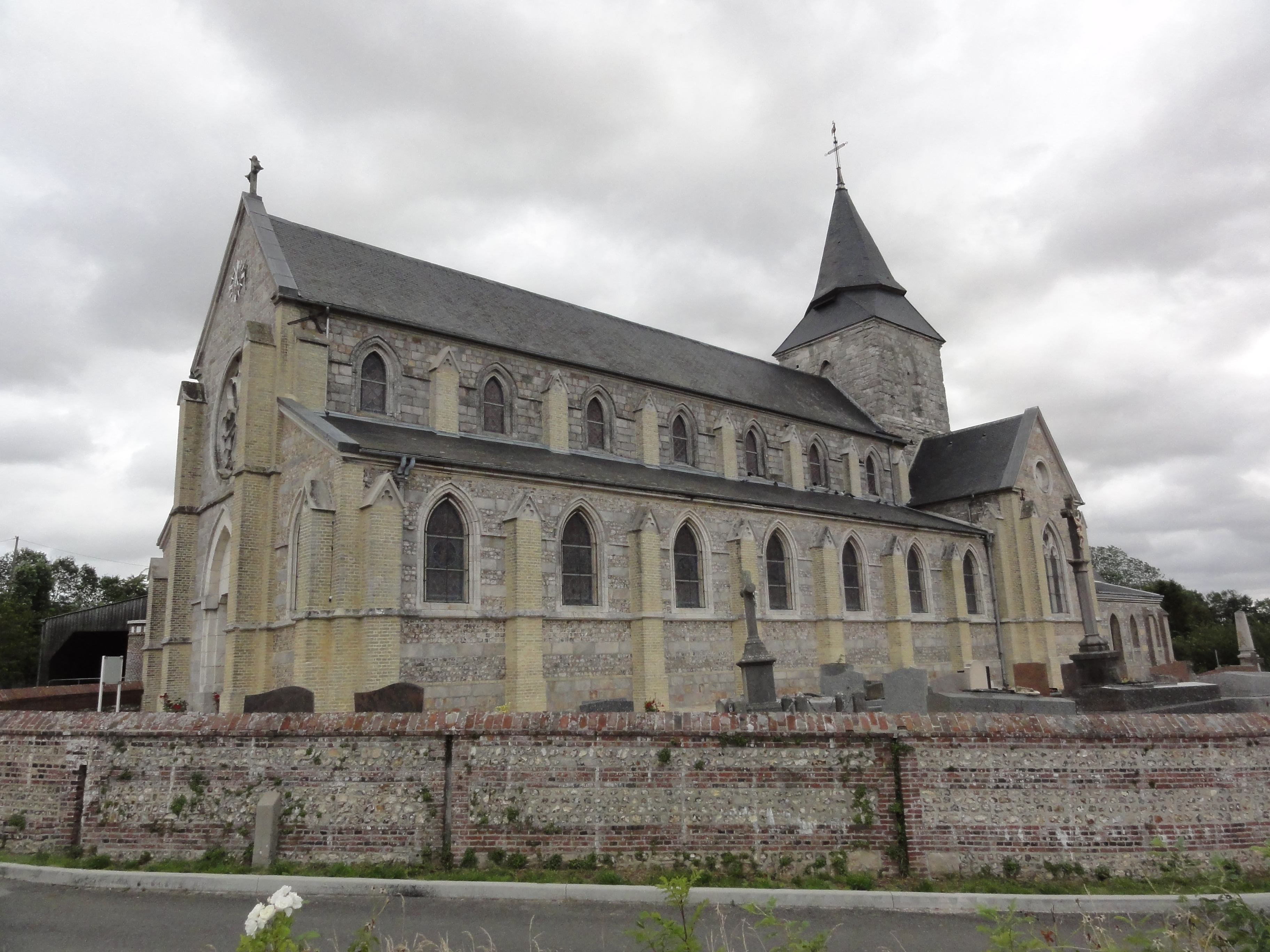
Église Saint-Martin, le nef en longueur.
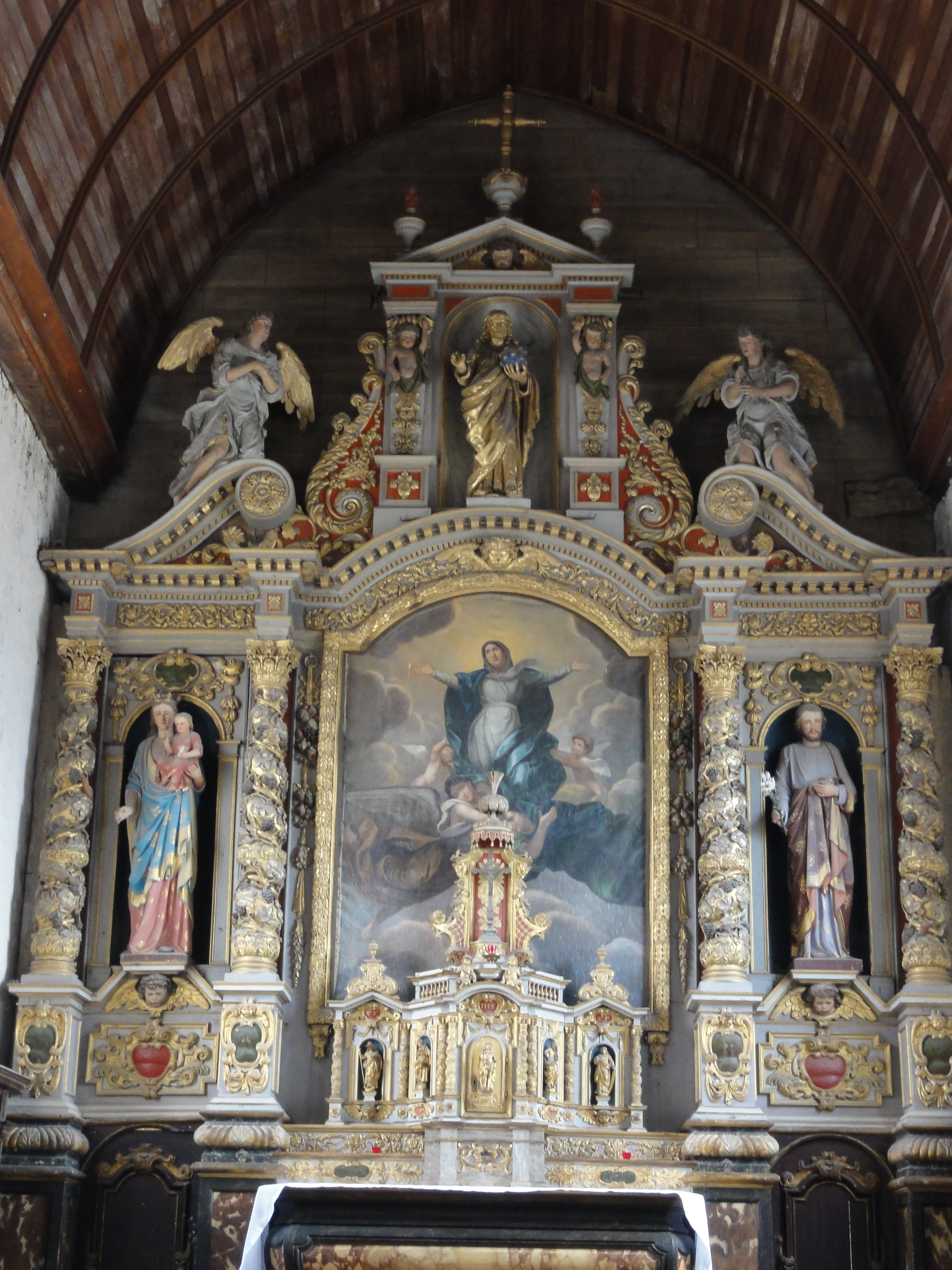
l'autel principal

#### Chapelle des Autels
On ne sait pas ce qui a conduit à son édification dans le hameau qu'Hautot partage avec la commune voisine de Fultot. Le terme latin d'Altare, autel qui a donné Autels, Autêts ou Authieux en Normandie a eu très tôt le sens d'église secondaire, ce qui semble être le cas ici car par deux fois en 1580 et en 1678 des tentatives de récupérer son patronage et surtout les revenus qui allaient avec ont conduit les tribunaux à confirmer la cure d'Hautot dans sa possession. De plus, le terrain autour de la chapelle était réservé aux enfants mort-nés du village.
La partie la plus ancienne de l'édifice serait du XIIe siècle, bâtie en silex liés à la chaux (il faut attendre le XVe siècle pour avoir des outils capables de tailler le grès). Elle ne devait être éclairée que par de petites fenêtres semblables à des meurtrières (deux restantes ont été redécouvertes lors des dernières restaurations), les autres probables ayant été replacées par quatre grandes ouvertes au XVIIe siècle.
C'est de cette époque que date la partie la plus récente : en 1646, à cause de la grande affluence de pèlerins, il est décidé d'allonger la chapelle par une construction soignée en grès doublés de briques de Saint-Jean, plus haute, plus large, terminée par une abside polygonale et couverte par une classique voûte en « carène de navire ».
Le porche d'entrée et le clocheton datent, selon l'abbé Cochet, du XIXe siècle.

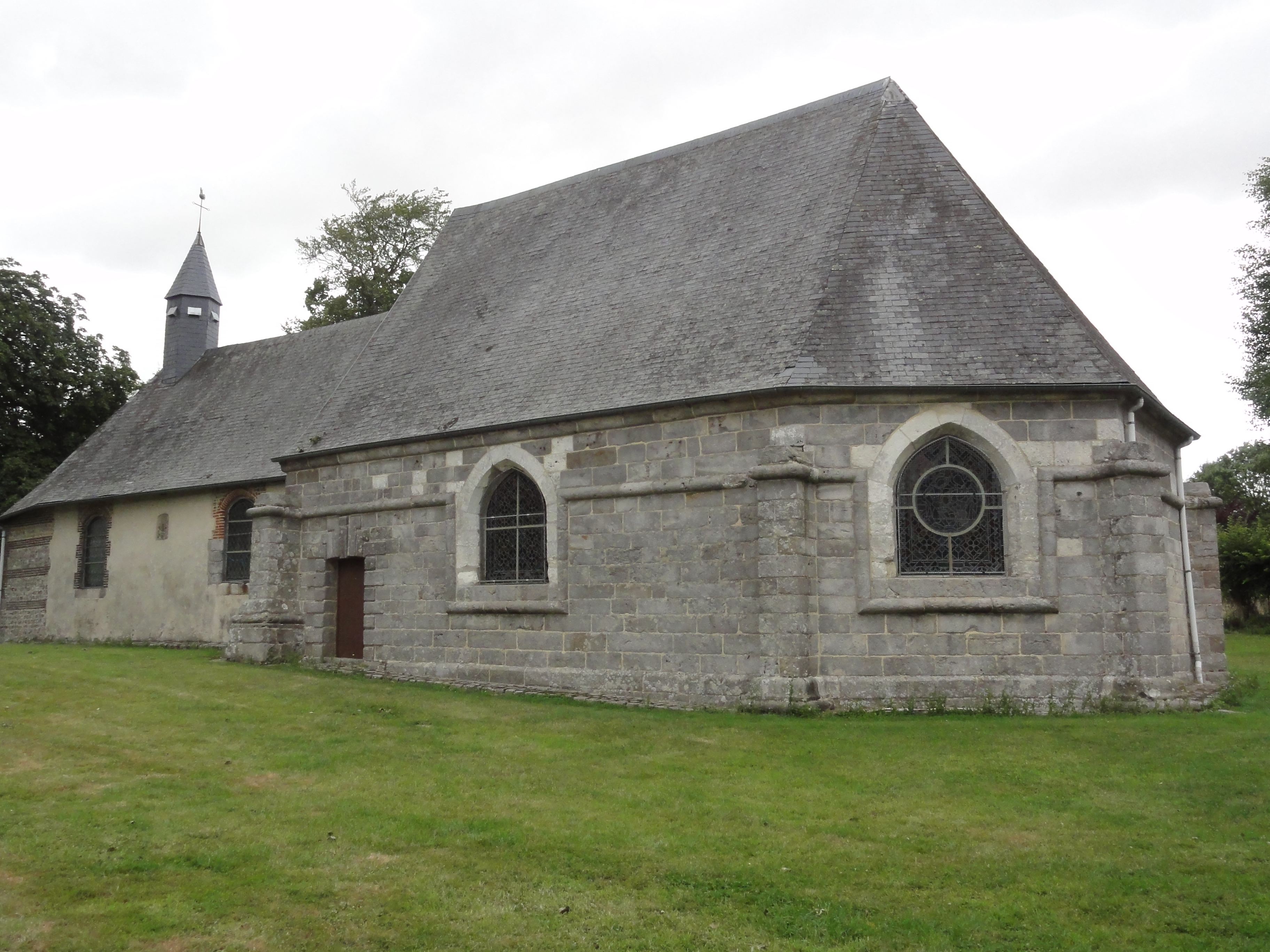
La chapelle des Autels.
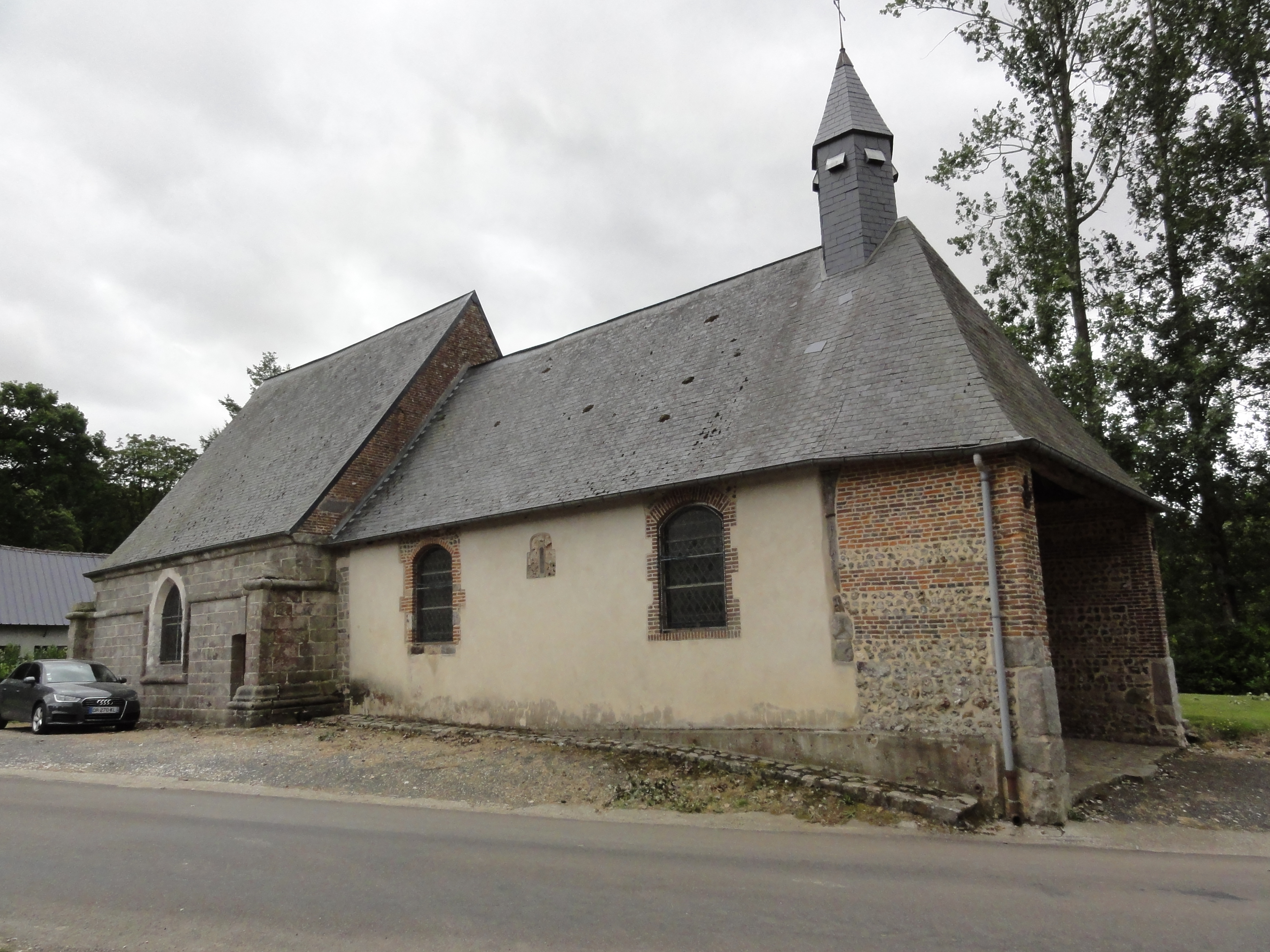
la chapelle des Autels.

Histoire :
La première mention de la chapelle des Autels apparaît en 1427 lors d'un don d'une vergée de terre qui lui est faite.
Dépendante donc de la paroisse d’Hautot qui elle-même relevait de l’abbaye de Jumièges, elle est cédée avec elle aux célestins de Rouen en 1523.
Elle fut probablement pillée pendant les guerres de religion.
Elle était  au centre d’une foire très fréquentée qui avait lieu le lendemain de la fête principale de la chapelle (la Nativité de la Vierge), le jour de la Saint-Gorgon et qui fut transférée en 1856 sur la place des Marquets dans le village avec peu de succès d’ailleurs.
Cette popularité n’allait pas sans débordements : le cardinal d’Aubigné en 1714, parce que « le concours extraordinaire de peuple qui s’y fait ne concourait pas à la sanctification des peuples et qu’il y aurait arrivé quelques scandales » y suspend l’administration des sacrements.
De même en 1824, le curé transfère les « quarante heures » de la chapelle à l’église parce qu’elles entraînent « des bals et autres désordres ».
Vendue à la Révolution, puis cédée au curé qui la lègue à sa servante, elle est revendue par cette dernière à la fabrique pour deux mille francs en 1830.
Pendant les travaux de reconstruction de la nef de l’église, en 1874 et 1875, elle la remplace pour la célébration du culte.
Les messes continuent à y être célébrées jusque dans les années 1960 ; en particulier pendant la Grande Guerre tous les jeudis pour les Poilus, ensuite jusqu’en 1925 pour le départ des conscrits.
En 1949, à la suite de vœux des paroissiens d’Hautot et de Vautuit, furent installées quatre verrières dans le chœur.
Avec la raréfaction du clergé et la diminution de la pratique religieuse, la fréquentation de la chapelle s’amenuisa. En 1977, elle est désacralisée et il sera même question de la vendre à un particulier.
En 1988, une association se crée dans le but de préserver et de redonner vie à ce monument qui a tenu pendant des générations une place importante dans la vie des Hautotais.

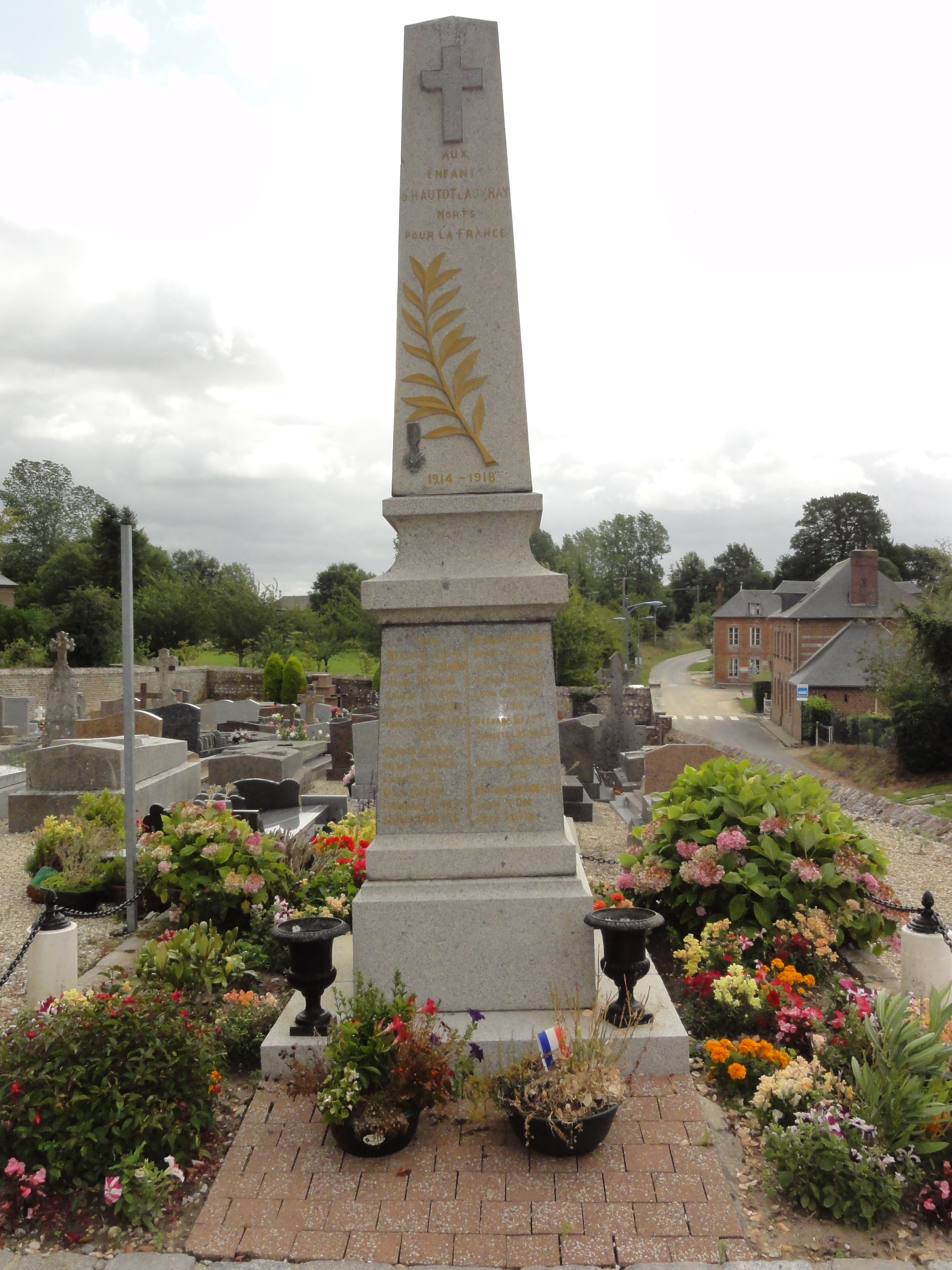
Monument aux morts.

- Le monument aux morts.

### Héraldique
| Armes de Hautot-l'Auvray | Les armes de la commune de Hautot-l'Auvray se blasonnent ainsi : De sinople à un écusson d’or chargé d’une croix latine pattée de sable mouvant d’un mont de trois coupeaux du même, le fût brochant sur une lette S majuscule accostée de deux fleurs de lys le tout aussi de sable ; ledit écusson soutenu de deux bouquets de deux épis de blé feuillés posés en bande et barre ; mantelé d’argent à deux vaches arrêtées affrontés au naturel ; au chef de gueules à un léopard d’or armé et lampassé d’azur. Le léopard d'or sur champ de gueules rappelle les armes de la Normandie. Création Denis Joulain ; validée par délibération municipale le 22 sept. 2015. |